# Anwar Ahmed Khan
Anwar Ahmed Khan (Bhopal, 24 september 1933 - Karachi, 2 mei 2004) was een hockeyer uit Pakistan.
Met zijn ploeggenoten verloor Khan in 1956 de Olympische finale van aartsrivaal India. In 1958 zorgde Khan met zijn ploeggenoten India de eerste nederlaag in een groot toernooi, door de finale van de Aziatische Spelen te winnen. Twee jaar later versloeg Pakistan in de Olympische finale van 1960 aartsrivaal India.

## Erelijst
- 1956 –  Olympische Spelen in Melbourne
- 1958 –  Aziatische Spelen in Tokio
- 1960 –  Olympische Spelen in Rome
- 1962 –  Aziatische Spelen in Jakarta

- International Standard Name Identifier: 0000 0000 2980 0037
- Library of Congress Control Number: n89148637
- Virtual International Authority File: 72985374
- WorldCat: E39PBJcWqBRFCWfkCCTTyyJ4bd